# Înot sincron la Jocurile Olimpice de vară din 2024 - perechi feminin
Proba de înot sincron perechi de la Jocurile Olimpice de vară din 2024 a avut loc în perioada 9-10 august 2024 la Paris Aquatic Centre.

## Program
Orele sunt ora Franței (UTC+1) 
| Data                    | Timp  | Etapă          |
| ----------------------- | ----- | -------------- |
| Vineri, 9 august 2024   | 19:30 | Program tehnic |
| Sâmbătă, 10 august 2024 | 19:30 | Program liber  |

## Rezultate
| Loc | Țară                       | Sportive                                       | Technic  | Liber    | Total    |
| --- | -------------------------- | ---------------------------------------------- | -------- | -------- | -------- |
| 1   | China                      | Wang Liuyi & Wang Qianyi                       | 276,7867 | 289,6916 | 566,4783 |
| 2   | Marea Britanie             | Kate Shortman & Isabelle Thorpe                | 264,0282 | 294,5085 | 558,5367 |
| 3   | Olanda                     | Bregje de Brouwer & Noortje de Brouwer         | 264,7066 | 293,6897 | 558,3963 |
| 4   | Austria                    | Anna-Maria Alexandri & Eirini-Marina Alexandri | 267,2533 | 288,4145 | 555,6678 |
| 5   | Ucraina                    | Maryna Aleksiiva & Vladyslava Aleksiiva        | 260,4600 | 278,2084 | 538,6684 |
| 6   | Grecia                     | Sofia Malkogeorgou & Evangelia Platanioti      | 250,4584 | 281,8418 | 532,3002 |
| 7   | Spania                     | Alisa Ozhogina & Iris Tió Casas                | 254,0816 | 267,4021 | 521,4837 |
| 8   | Japonia                    | Moe Higa & Tomoka Sato                         | 257,3533 | 249,7271 | 507,0804 |
| 9   | Canada                     | Audrey Lamothe & Jacqueline Simoneau           | 201,5167 | 290,9103 | 492,4270 |
| 10  | Statele Unite ale Americii | Jaime Czarkowski & Megumi Field                | 230,7134 | 254,0354 | 484,7488 |
| 11  | Israel                     | Shelly Bobritsky & Ariel Nassee                | 243,0666 | 239,3416 | 482,4082 |
| 12  | Mexic                      | Nuria Diosdado & Joana Jimenez                 | 238,9383 | 232,6563 | 471,5946 |
| 13  | Coreea de Sud              | Hur Yoon-seo & Lee Ri-young                    | 227,5667 | 227,7500 | 455,3167 |
| 14  | Franța                     | Anastasia Bayandina & Romane Lunel             | 241,3116 | 189,0687 | 430,3803 |
| 15  | Egipt                      | Nadine Barsoum & Hana Hiekal                   | 196,5250 | 225,6541 | 422,1791 |
| 16  | Australia                  | Rayna Buckle & Kiera Gazzard                   | 210,0782 | 198,0271 | 408,1053 |
| 17  | Noua Zeelandă              | Nina Brown & Eva Morris                        | 188,0901 | 166,5105 | 354,6006 |
| 18  | Italia                     | Linda Cerruti & Lucrezia Ruggiero              | NS       |          |          |